# Тривдар (герб)
Тривдар (пол. Trzywdar, Tria in donum) — польський шляхетський герб, який використовують десятки родів в основному на теренах Мазовії та Підляшшя. Герб зображений на будинку по вулиці Соломії Крушельницької, 15 (Львів)

## Опис
У червоному полі три срібних хрести, з яких два цілі, а третій зі зламаним кінцем. Вони сходяться між собою подібно до літери Y. У трьох кутах, що створюють хрести, розміщується золоті зірки. На шоломі три страусині пір'їни. Назву цього прапора геральдисти пояснюють тим, що у гербі будь-яка фігура зображена по три рази.

## Роди
Тадеуш Гайль подає наступні роди: Burzyński, Butyński, Bużyński, Bylica, Dąbrówka, Gąsiorowski, Jedwabiński, Kitkiewicz, Komelski, Kotelski, Kumelski, Kumulski, Łomieński, Łomiński, Mocarski, Moczarski, Moczulski, Poletyłło, Poletyło, Radłowski, Rajkowski, Rakowski, Raykowski, Rogienicki, Rossowski, Szwander, Тобілевичі (Tobilewicz), Tychoniewicz, Wyszyński, Żędzian.